# 아엘리타

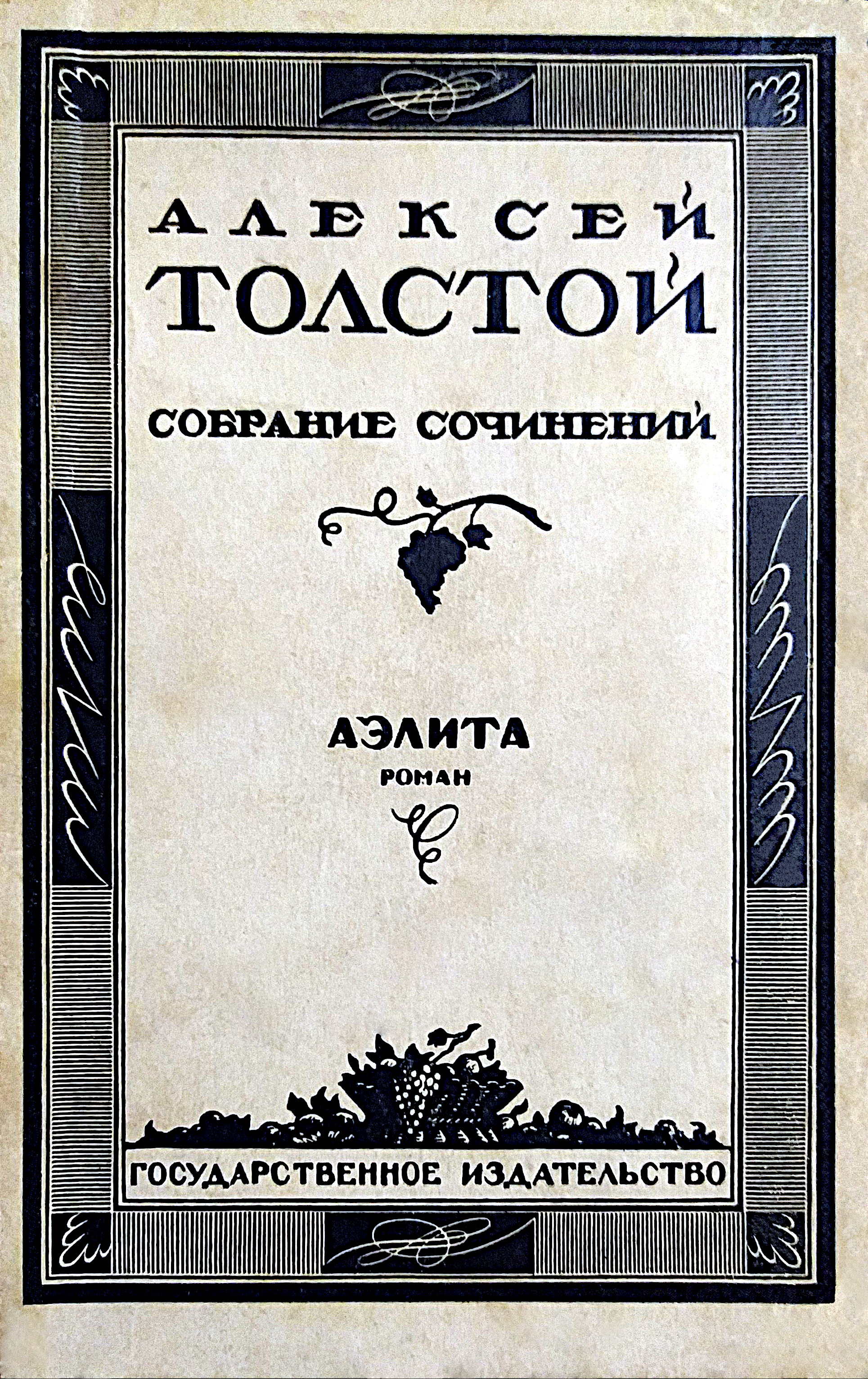

아엘리타(Аэлита)는 알렉세이 니콜라예비치 톨스토이의 소설이다.
소설 『아엘리타(Аэлита)』는 1922년 베를린에서 집필되었고 그해 그곳에서 열렸던 소비에트 건국 5주년 기념식에서 그 일부가 낭독된 이후, 당시 가장 저명한 소비에트 문학잡지인 『붉은 처녀지(處女地)』(1922, № 6; 1923, № 1, 2)에 게재되었다. 러시아 문학 최초의 SF소설이다. 1924년 야코프 프로타자노프 감독이 영화로도 만들었는데, 한국에서는 2005년 ‘리얼판타스틱영화제’ 개막작으로 선정돼 상영되기도 했다. 자체 제작한 우주선을 타고 화성에 간 두 사나이 로스와 구세프, 이어 화성의 최고 통치자 투스쿠프의 딸 아엘리타와 로스의 사랑과 흥미진진한 모험이 펼쳐진다.
『아엘리타』는 톨스토이의 창작 이력 가운데, 상반되는 두 시기의 경계에서 나온 작품으로, 그가 망명지에서 조국으로 돌아온 후 소비에트 러시아에서 처음 출판한 것이다. 많은 연구가들이 지적하고 있는 바와 같이, 이 작품은 소비에트 환상과학과 유토피아 담론의 본격적인 장을 연 작품으로 평가받고 있으며, 이후 이 장르에 지대한 영향을 끼쳤다.
『아엘리타』는 H. G. 웰스, J. 런던, E. 버로스로부터 O. 슈펭글러, R. 슈테이너, B. 브류소프 등에 이르기까지, 실로 다양한 영향의 원천으로부터 차용된 조각들로 이루어진 모자이크 소설이다.
- 김성일 역, 지만지, ISBN 9788992901932